# Columbiformes
Ordre
Les Columbiformes sont un ordre d'oiseaux constitué de deux familles dont une éteinte. La seule famille existante, celle des Columbidae, est constituée de 42 genres et 320 espèces.

## Liste des taxons subordonnés
- famille des Columbidae Leach, 1820
  - sous-famille des Columbinae : pigeons, tourterelles, phasianelles, tourtelettes, colombines, géopélies, colombes, Nicobar à camail, gallicolombes, trugon, microgoura
  - sous-famille des Otidiphabinae : otidiphaps
  - sous-famille des Gourinae : gouras
  - sous-famille des Didunculinae : diduncule
  - sous-famille des Treroninae : phapitrérons, colombars, ptilopes, founingos, carpophages
  - sous-famille des Raphinae : dodos

La famille des Pteroclidae (ou Ptéroclidés) (gangas et syrrhaptes), autrefois incluse dans cet ordre, a ensuite formé l'ordre des Pterocliformes.
Des analyses ostéologiques et génétiques suggèrent que l'ex-famille des Raphidae est mieux traitée comme une sous-famille, les Raphinae,.

Columba livia, un Columbinae.
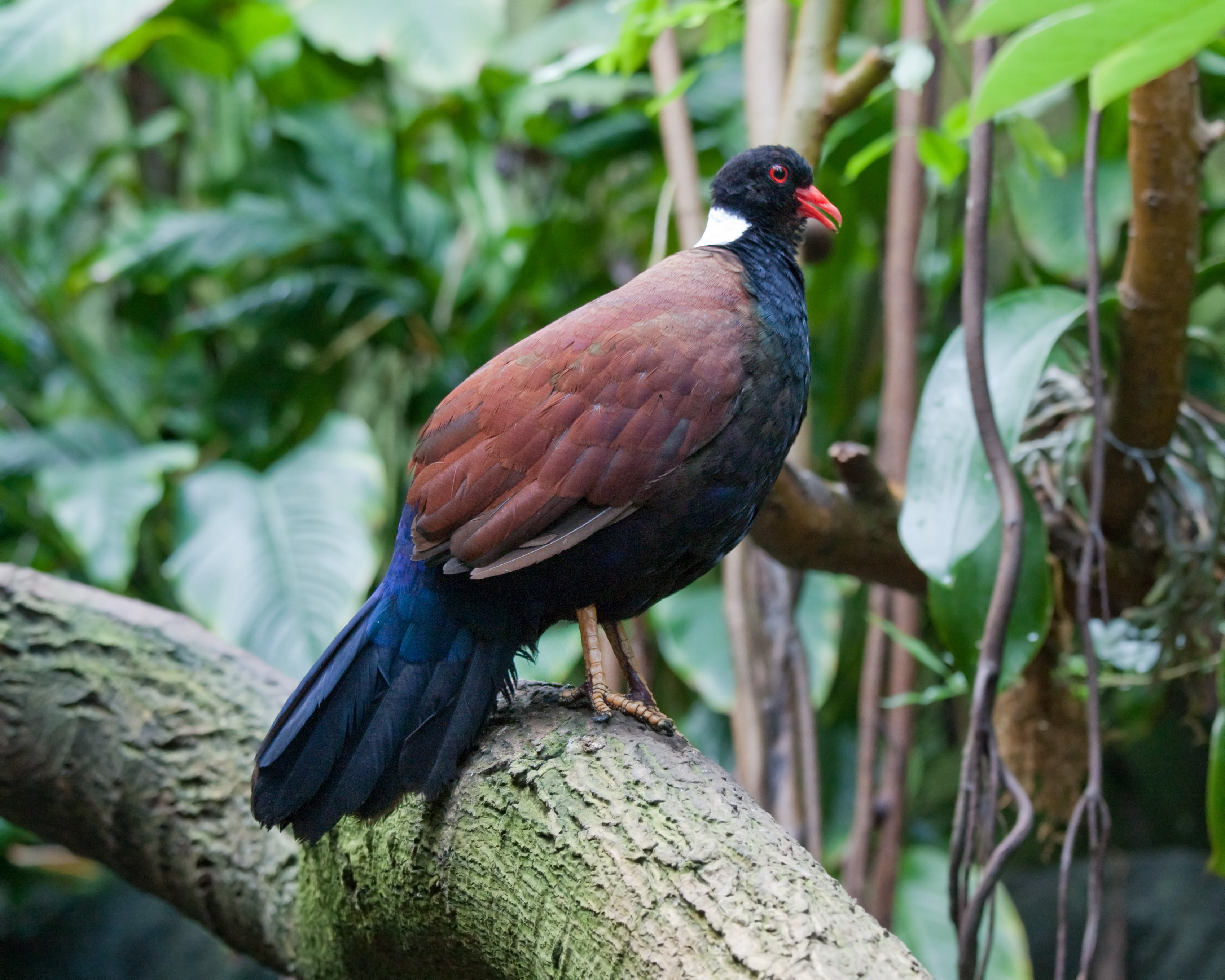
Otidiphaps nobilis, un Otidiphabinae.
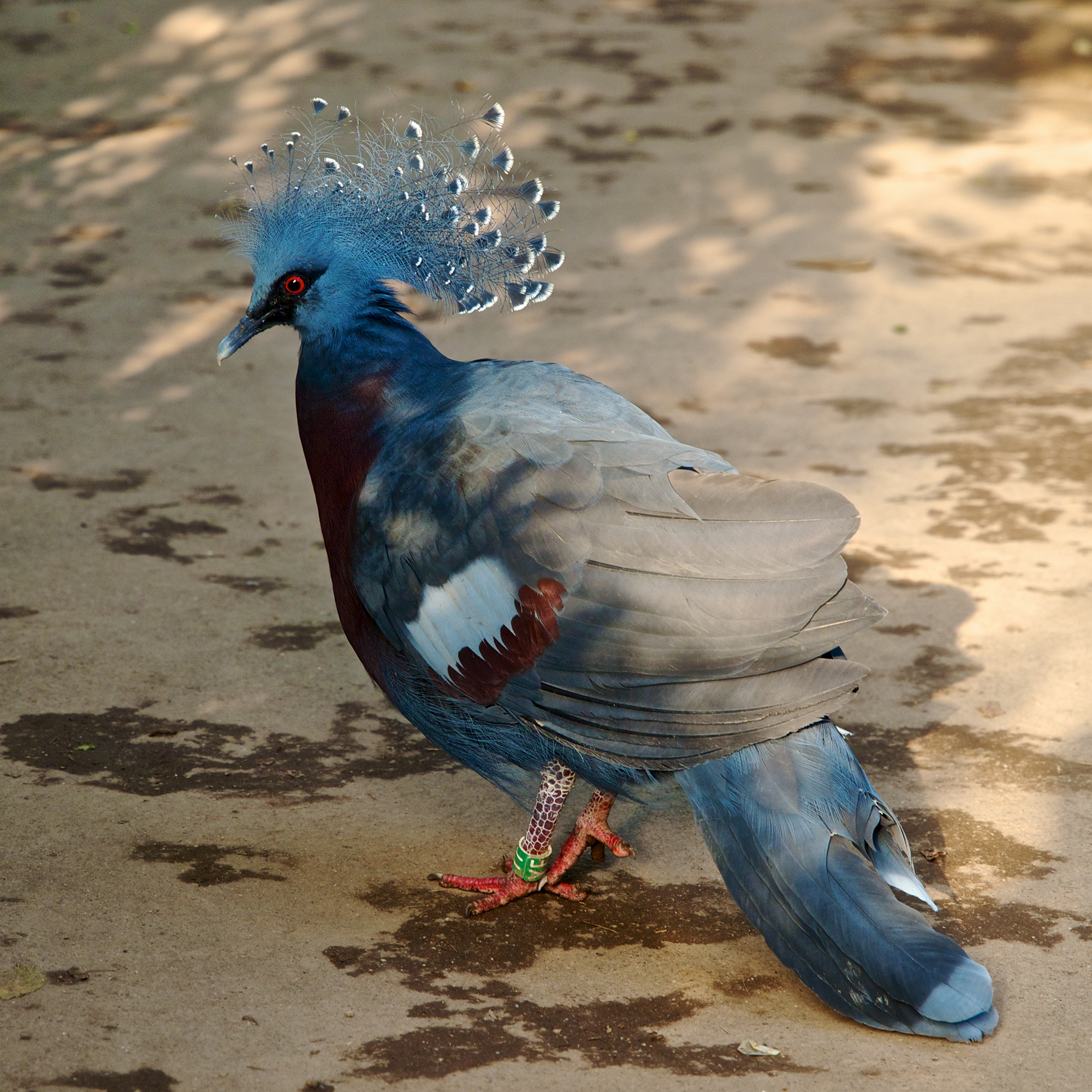
Goura victoria, un Gourinae.
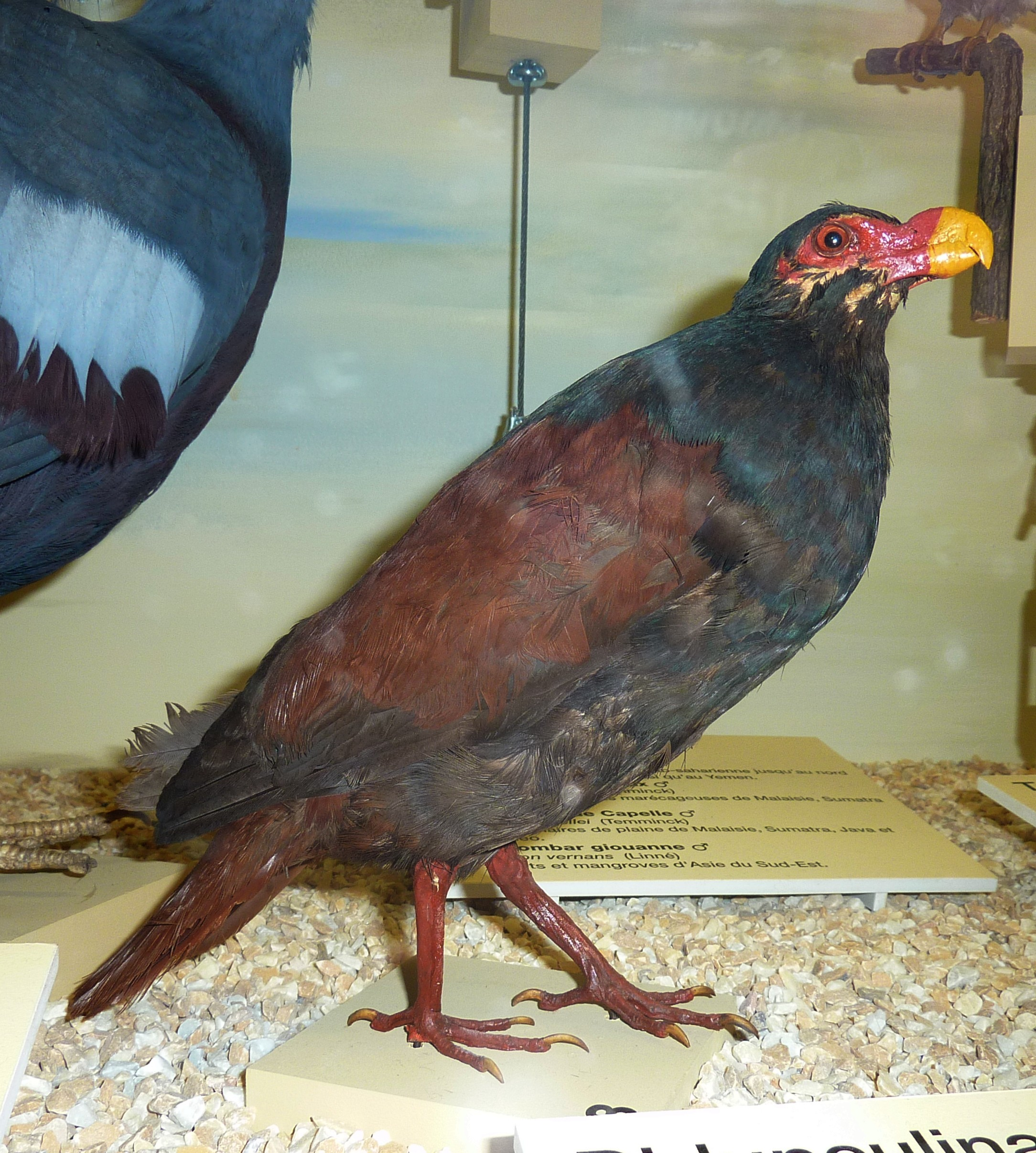
Didunculus strigirostris, un Didunculinae.
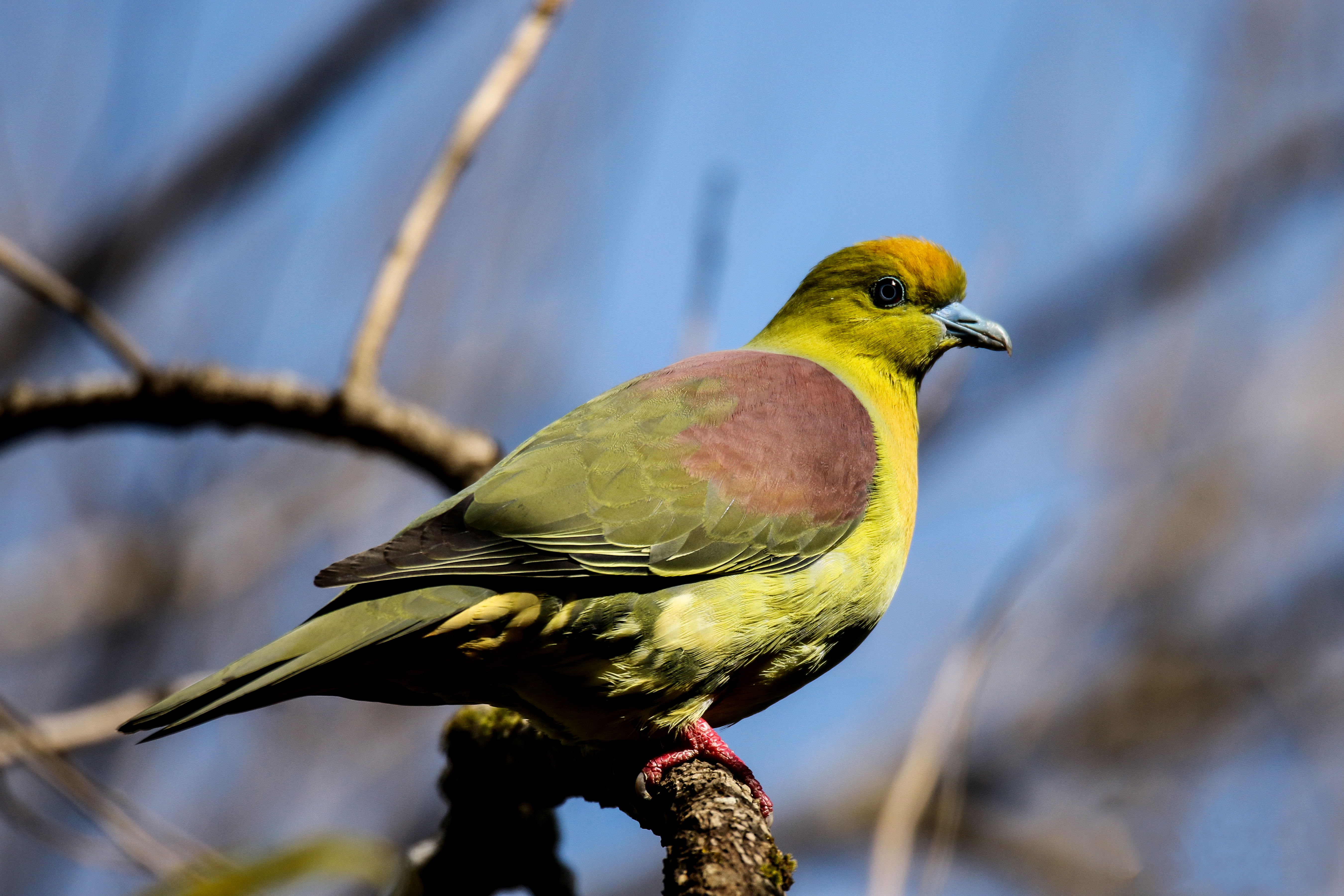
Treron sphenurus, un Treroninae.
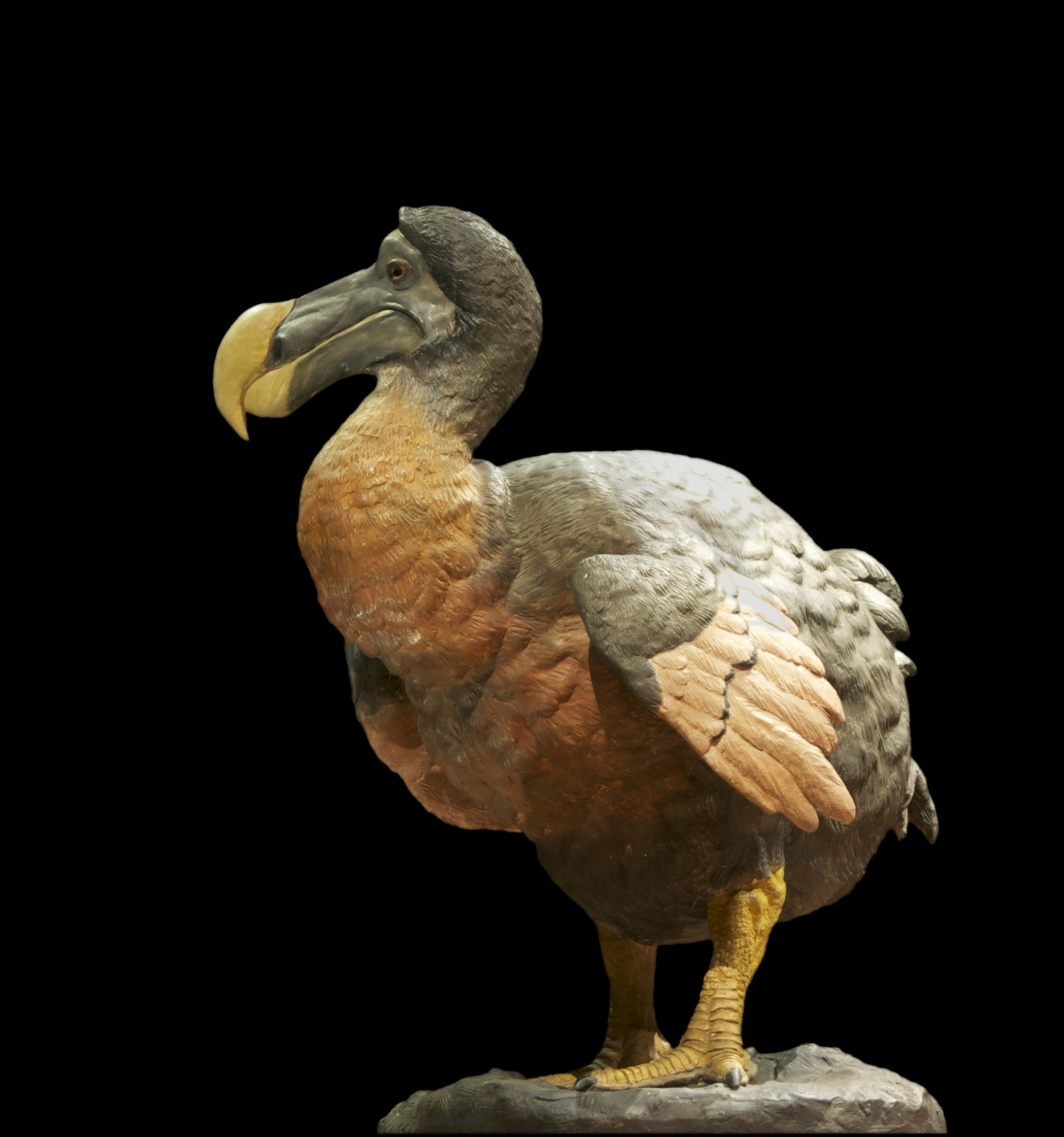
Reconstitution d'un dodo (Raphus cucullatus, Raphinae) au MNHN.